# Palpotachina similis
Palpotachina similis là một loài ruồi trong họ Tachinidae.